# Албрехт Косел
 Албрехт Косел (на немски: Albrecht Kossel) е немски лекар и философ. През 1910 г. получава Нобелова награда за медицина за изследванията си върху белтъците и нуклеиновите киселини. Има голям принос в развитието на клетъчната химия.

## Научна дейност
Албрехт Косел се насочва към биохимията, по-точно химия на тъкани и клетки. Той започва своите изследвания с насоченост върху клетъчните ядра, а впоследствие се насочва все повече към протеините. Интересува се от промяната на протеините при изменението на полипептида, както и от идентифицирането и на най-малките протеини. През 1886 г. Косел открива хистидина, след това изработва количествен метод за изолиране на хексонови бази. Със своя английски ученик Хенри Дакин проучва аргиназата. По-късно открива и агмантина и успява да го изолира.